# 神崎郵便局
神崎郵便局（かんざきゆうびんきょく）は、兵庫県神崎郡神河町にある郵便局。民営化前の分類では集配特定郵便局であった。

## 概要
住所：〒679-2499 兵庫県神崎郡神河町粟賀町577

## 沿革
- 1872年（明治5年）旧7月 - 粟賀（あわが）郵便取扱所として開設[1]。
- 1875年（明治8年）1月1日 - 粟賀郵便局（五等）となる。
- 1885年（明治18年）10月1日 - 貯金取扱を開始。
- 1890年（明治23年）12月16日 - 為替取扱を開始。
- 1974年（昭和49年）7月31日 - 電話の加入および料金に関する簡易な事務を除く電話交換業務を福崎電報電話局に移管[2]。
- 1978年（昭和53年）8月16日 - 電話の加入および料金に関する簡易な事務ならびに和文電報配達業務を兵庫神崎電報電話局に移管。
- 1987年（昭和62年）11月9日 - 神崎町中村から、同町粟賀町に移転するとともに神崎郵便局に改称。同日、越知谷郵便局[3]から集配業務を移管。
- 2007年（平成19年）10月1日 - 民営化に伴い、併設された郵便事業香寺支店神崎集配センターに一部業務を移管。
- 2012年（平成24年）10月1日 - 日本郵便株式会社発足に伴い、郵便事業香寺支店神崎集配センターを神崎郵便局に統合。

## 取扱内容
- 郵便、印紙、ゆうパック、内容証明
- 貯金、為替、振替、振込、国際送金、国債
- 生命保険、バイク自賠責保険
- 地方公共団体事務（兵庫県住宅再建共済基金利用申込取次事務）
- ゆうちょ銀行ATM
- 神崎郡神河町内の一部地域（旧神崎町域：〒679-24xx）の集配業務

## 周辺
- 神河町役場神崎支庁舎
- 神河町立神崎小学校
- 神河町立神崎幼稚園(神崎小に併設)
- 越知川
- 猪篠川

## アクセス
- 神姫バス・神姫グリーンバス・神河町コミュニティバス 粟賀停留所下車
- 播但連絡道路 神崎南ランプから北東へ約2km
- 国道312号沿い
- 駐車場あり：2台